# Wolfschlugen (Landschaftsschutzgebiet)
Wolfschlugen ist ein Landschaftsschutzgebiet im Landkreis Esslingen in Baden-Württemberg.  

## Lage und Beschreibung
Das rund 51 Hektar große Landschaftsschutzgebiet besteht aus vier Teilflächen, die rund um die Gemeinde Wolfschlugen verteilt sind und entstand durch Verordnung des Landratsamts Esslingen vom 18. April 1985. Gleichzeitig trat die Verordnung des Landratsamtes Esslingen über das Landschaftsschutzgebiet Hattenloch-Starke Äcker vom 24. Juli 1981 außer Kraft. Es gehört zum Naturraum 106-Filder innerhalb der naturräumlichen Haupteinheit 10-Schwäbisches Keuper-Lias-Land. 

## Schutzzweck
Wesentlicher Schutzzweck ist die Erhaltung der Wiesen und Obstbaumbestände. Die Streuobstwiesengebiete bestimmen den landschaftlichen Charakter und sind als natürlicher Lebensraum für Pflanzen und Tiere besonders wertvoll. Darüber hinaus ist die Erhaltung als Erholungsraum für die Allgemeinheit und der Schutz vor weiteren Beeinträchtigungen durch Kleinbauten und Einfriedigungen von besonderer Bedeutung.